# 3245 Jensch
3245 Jensch eller 1973 UL5 är en asteroid i huvudbältet som upptäcktes den 27 oktober 1973 av de båda tyska astronomerna Freimut Börngen och Karsten Kirsch vid Tautenburg-observatoriet. Den har fått sitt namn efter den tyska astronomen Alfred Jensch.
Asteroiden har en diameter på ungefär 12 kilometer och den tillhör asteroidgruppen Themis.